# Professional Fighters League
Professional Fighters League (PFL), precedentemente nota come World Series of Fighting (WSOF), è un'organizzazione statunitense di arti marziali miste con base a Las Vegas.
Fondata nel 2012, ha come presidente la leggenda della kickboxing Ray Sefo e come amministratore delegato Sig Rogich.
Nacque grazie anche ad un accordo con l'emittente televisiva NBC Sports Network, con la quale stipulò subito un contratto di 3 anni, contratto poi rinnovato nel 2014 con il primo evento nella storia delle MMA ad essere trasmesso sul canale principale NBC.
Coinvolse fin da principio nomi noti come l'ex campione UFC Andrei Arlovski, il campione di kickboxing Tyrone Spong nelle vesti di atleta di MMA, Bas Rutten come commentatore.

## Paesi ospitanti
La PFL avviò sin dal principio un progetto di espansione a livello globale della promozione, organizzando il primo evento lontano dagli Stati Uniti già nel 2013 con WSOF: Central America ospitato in Nicaragua.
I paesi che finora hanno ospitato eventi PFL sono:
- Stati Uniti
- Nicaragua (dal 2013)
- Canada (dal 2013)

## Promozioni acquisite e collaborazioni
Già dai primi anni di vita la PFL iniziò a rilevare promozioni minori di vari paesi allo scopo di espandere il proprio banner globalmente, sostituendo di fatto il nome di tali promozioni con quello della PFL e mettendo in gioco cinture di campione nazionale PFL a partire dal 2014 con il Canada.
A ciò la PFL unì anche la collaborazione con organizzazioni di rilievo stabilitesi in altre nazioni.
Organizzazioni acquisite
- Omega MMA (2013, rinominata WSOF Central America)
- Aggression FC (2013, rinominata WSOF Canada)

Collaborazioni
- Pancrase
- Road FC

## Regole
Il regolamento utilizzato è quello unificato della commissione del Nevada.
Generalmente i punteggi attribuiti dai giudici per ogni round sono di 10 a 9 per il vincitore del round; raramente vengono assegnati meno di 9 punti e in genere si tratta di punti dedotti per irregolarità commesse dal lottatore.
La PFL utilizza una gabbia a forma decagonale.

### Round
Gli incontri consistono di tre round da 5 minuti, ad eccezione degli incontri per il titolo che sono di 5 round di 5 minuti.
È previsto un minuto di pausa tra ogni round.

### Classi di peso

#### Maschili
- Pesi Mosca: fino ai 56 kg
- Pesi Gallo: fino ai 61 kg
- Pesi Piuma: fino ai 66 kg
- Pesi Leggeri: fino ai 70 kg
- Pesi Welter: fino ai 77 kg
- Pesi Medi: fino agli 84 kg
- Pesi Mediomassimi: fino ai 93 kg
- Pesi Massimi: fino ai 120 kg

#### Femminili
- Pesi Atomo: fino ai 48 kg
- Pesi Paglia: fino ai 52 kg
- Pesi Mosca: fino ai 57 kg
- Pesi Gallo: fino ai 61 kg
- Pesi Piuma: fino ai 66 kg

## Campioni attuali

### Detentori delle cinture
| Divisione                    | Limite superiore di peso (in chili) | Campione                     | Dal                          | Difese                       |
| Campionati Mondiali Maschili | Campionati Mondiali Maschili        | Campionati Mondiali Maschili | Campionati Mondiali Maschili | Campionati Mondiali Maschili |
| ---------------------------- | ----------------------------------- | ---------------------------- | ---------------------------- | ---------------------------- |
| Pesi Massimi                 | 120                                 | Blagoy Ivanov                | 5 giugno 2015                | 0                            |
| Pesi Medi                    | 84                                  | David Branch                 | 21 giugno 2014               | 1                            |
| Pesi Welter                  | 77                                  | Rousimar Palhares            | 29 marzo 2014                | 1                            |
| Pesi Leggeri                 | 70                                  | Justin Gaethje               | 18 gennaio 2014              | 2                            |
| Pesi Piuma                   | 66                                  | Lance Palmer                 | 13 dicembre 2014             | 1                            |
| Pesi Gallo                   | 61                                  | Marlon Moraes                | 29 marzo 2014                | 1                            |
| Campionati Canadesi Maschili |                                     |                              |                              |                              |
| Pesi Welter                  | 77                                  | Ryan Ford                    | 21 febbraio 2014             | 0                            |

## Lottatori di rilievo
- Justin Gaethje
- Andrei Arlovski
- Miguel Torres
- Tyrone Spong
- Paulo Filho
- Jon Fitch
- Ricardo Mayorga
- Jake Shields

- Ray Sefo
- Jessica Aguilar
- Yushin Okami
- Rousimar Palhares
- Anthony Johnson
- Melvin Guillard
- Marlon Moraes
- Francis Ngannou